# Stonychota
Stonychota là một chi bướm đêm thuộc họ Noctuidae.